# Sociaal-economische initiatie
Sociaal-economische initiatie, kortweg SEI, is een leervak van twee lestijden in het tweede leerjaar van de eerste graad van het Vlaamse secundair onderwijs. Het is bedoeld als eerste kennismaking met de wetenschap die het maatschappelijk streven naar welvaart bestudeert. 
Dit vak vormt samen met het vak wetenschappelijk werk de vijf lestijden van keuze-optie moderne wetenschappen. Alle andere lestijden van het tweede leerjaar A zijn gemeenschappelijk met de andere opties. In dit vak maken de leerlingen kennis met enkele begrippen en technieken uit de economie. Zaken als inkomen, prijsvorming, economische overheidsmaatregelen zoals belastingen en subsidies, en het bankwezen, komen zowel theoretisch als praktisch aan bod. Eventueel bestudeert men in dit vak ook gedrag en/of cultuur met betrekking tot deze onderwerpen.